# Roberta Brusegan
Roberta Brusegan est une joueuse italienne de volley-ball née le 14 janvier 1986 à Rome. Elle mesure 1,89 m et joue au poste de centrale.

## Clubs
| Club                 | Pays   | De        | À         |
| -------------------- | ------ | --------- | --------- |
| Guidonia             | Italie | 2000-2001 | 2000-2001 |
| Casal Dè Pazzi       | Italie | 2001-2002 | 2001-2002 |
| Club Italia          | Italie | 2002-2003 | 2003-2004 |
| Casal Dè Pazzi       | Italie | 2004-2005 | 2004-2005 |
| Virtus Roma          | Italie | 2005-2006 | 2005-2006 |
| San Donà             | Italie | 2006-2007 | 2006-2007 |
| Gaiga Verona         | Italie | 2007-2008 | 2008-2009 |
| Pallavolo Volta      | Italie | 2009-2010 | 2009-2010 |
| Parma Volley         | Italie | 2010-2011 | 2011-2012 |
| Minerva Volley Pavia | Italie | 2012-2013 | 2012-2013 |
| Beng Rovigo Volley   | Italie | 2013-2014 | …         |

## Palmarès
- Championnat d'Europe des moins de 18 ans
  - Finaliste : 2003.
- Championnat du monde des moins de 18 ans
  - Finaliste : 2003.
- Championnat d'Europe des moins de 20 ans
  - Vainqueur : 2004.